# 506 г. пр.н.е.

## Събития

### В Азия

#### В Персийската империя
- Цар на Персийската (Ахеменидска) империя e Дарий I (522 – 486 г. пр.н.е.).[1]

### В Европа

##### В Гърция
- Спартанския цар Клеомен I, който търси реванш за неуспеха си през 508/7 г. пр.не.е да укрепи атинския архонт Исагор на власт, организира нова военна експедиция срещу Атина. За целта той планира атака срещу Атика от три страни като лично води войските на Пелопонеския съюз атакуващи от югозапад, неговите съюзници от Беотийския съюз, начело с Тива, атакуват от север, а силите на Халкида от североизток.[2]
- Атиняните решават да се сражават с противниците си един по един като първо се изправят срещу пелопонесците, но до битка не се стига тъй като целта на Клеомен да постави Исагор като тиран е разкрита и втория цар на спарта Демарат отказва да продължи с атаката, поради което войската се оттегля.
- След това атиняните пресрещат беотийците при Инои (Oenoe) и ги разбиват като взимат 700 пленници. В същия се прехвърлят на остров Евбея, където побеждават и силите на Халкида.
- Богатите коневлaделци (ἱπποβόται; hippobótai) на Халкида са лишени от земя, която е колонизирана от 4000 атински клерухи.[2]
- Пленените беотойци и халкидяни са откупени, а част от получения откуп е използван за направата на бронзова колесница посветена на богинята Атина. Оковите на пленниците са посветени и поставени на Акропола като трофей.[2]

#### В Римската република
- Консули (506/505 г.пр.н.е.) са Спурий Ларций и Тит Херминий.